# Mas Baró (Vilopriu)
El Mas Baró o Can Torres és una obra de Vilopriu (Baix Empordà) inclosa a l'Inventari del Patrimoni Arquitectònic de Catalunya.

## Descripció
Masia situada a un extrem del barri de Ponent de Gaüses. És un edifici de planta rectangular, amb planta i pis, que té la coberta a dues vessants, de teula. Al voltant hi ha altres dependències auxiliars. La façana principal, orientada al SE, presenta com a elements més remarcables la porta d'accés d'arc de mig punt amb grans dovelles de pedra i un emblema a la clau, i la finestra superior, rectangular, amb motllures. A la façana de llevant hi ha obertures allindades, una de les quals es troba dividida horitzontalment en dues parts. El material emprat en la construcció és la pedra.

## Història
El Mas Baró data dels segles XVI-XVII.
És de les poques masies de la zona que conserven encara la seva funció agrícola.